# باول براتن
باول براتن (بالنرويجية البوكمول: Paul Braaten)‏ هو متزحلق نرويجي، ولد في 23 مارس 1876 في أيدسفول في النرويج، وتوفي في 20 يناير 1963.